# نقاط لاگرانژی

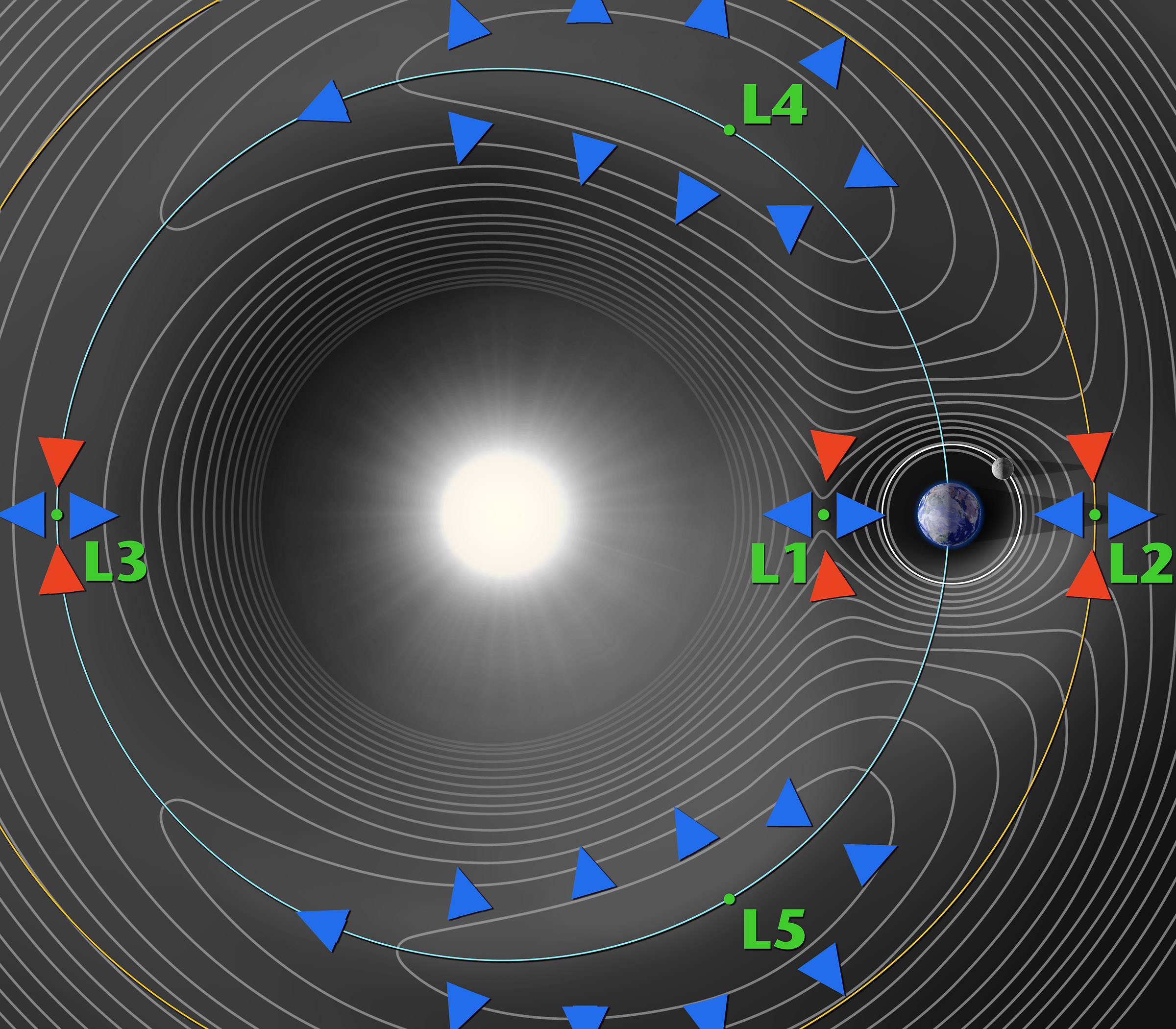
نقاط لاگرانژی میان زمین و خورشید

در مکانیک سماوی، نقاط لاگرانژی (به انگلیسی: Lagrangian points) (ləˈgrɑ:nʒiən) پنج نقطه در اطراف مدار دو جسم بزرگ هستند. به‌طور معمول، چنین دو جسمی نیروی گرانشی نامتعادلی به یک نقطه اعمال می‌کنند که موجب تغییرات در مدار هرآنچه در آن نقطه باشد می‌شود. در نقاط لاگرانژی اما نیروهای گرانشی دو جسم بزرگ و نیروی جانب مرکز، با یک دیگر به تعادل می‌رسند. این می‌تواند نقاط لاگرانژی را به مکان‌هایی عالی برای ماهواره‌ها بدل سازد، چرا که به تصحیح‌های مداری کم‌تری برای حفظ مدار مورد نظر نیاز خواهد بود. مدارگَردهای کوچکی که در این نقاط قرار می‌گیرند، در حداقل دو جهت نسبت به مرکز جرم اجرام بزرگ در تعادل هستند.
این پنج نقطه L1 تا L5 مشخص شده و به ازای هر دو ترکیبی از اجرام مداری، در یک صفحهٔ مداری آن اجرام قرار می‌گیرند. به عنوان نمونه، پنج نقطهٔ لاگرانژی L1 تا L5 برای سامانهٔ خورشید–زمین وجود داشته و به شکل مشابهی پنج نقطه نیز برای سامانهٔ زمین–ماه وجود دارد. نقاط L1 تا L3 با مرکز دو جرم بزرگ هم‌راستا بوده، در حالی که نقاط L4 و L5 هر یک به عنوان رأس سوم یک مثلث متساوی‌الاضلاع شکل‌گرفته میان مرکز جرم دو جسم بزرگ قرار گرفته‌اند. L4 و L5 نقاط پایداری هستند؛ به این معنا که اجسام می‌توانند در مداری پیرامون آن‌ها و در یک دستگاه مختصاتی دوار گره‌خورده به دو جسم بزرگ قرار گیرند.
تا کنون ماهواره‌هایی در نقاط لاگرانژی L1 و L2 برای سامانهٔ خورشید–زمین و همچنین زمین–ماه قرار داده شده‌اند. در خصوص سامانهٔ خورشید–زمین، این نقاط در فاصله ۱٫۵ میلیون کیلومتری از زمین واقع شده‌اند. در نقطهٔ L1 دو ماهوارهٔ سوهو و جنسیس قرار دارند (ماهوارهٔ جنسیس پس از پایان مأموریت به زمین سقوط کرد) و تلسکوپ فضایی جیمز وب در نقطهٔ L2 قرار داده شده است.

## محاسبات ریاضی و فیزیک
موضوع نقاط لاگرانژی از نتایج مسئله سه جسم در مکانیک است. میدان گرانشی دو جسم با جرم کافی، ۵نقطه را در فضا ایجاد می‌کند که جسم سومی با جرم ناچیز می‌تواند در این نقاط قرار بگیرد و موقعیتش را نسبت به این دو جسم، حفظ کند.

### مکان نقطه L1
مکان نقطه L1 از معادله زیر بدست می‌آید:
{\displaystyle {\frac {M_{1}}{(R-r)^{2}}}-{\frac {M_{2}}{r^{2}}}=\left({\frac {M_{1}}{M_{1}+M_{2}}}R-r\right){\frac {M_{1}+M_{2}}{R^{3}}}}
در معادله بالا r، فاصله نقطه L1 از جسم کم جرم تر است.R فاصله ۲ جسم از هم است.M1 و M2 به ترتیب جرم اجسام سنگین و سبک‌تر هستند. اگر M2 از M1 خیلی کوچکتر باشد، آنگاه به‌طور تقریبی می‌توان گفت:
{\displaystyle r\approx R{\sqrt[{3}]{\frac {M_{2}}{3M_{1}}}}}
همچنین می‌توان رابطه بالا را به این شکل نوشت:
{\displaystyle {\frac {M_{2}}{r^{3}}}\approx 3{\frac {M_{1}}{R^{3}}}}

### مکان نقطه L2
مکان نقطه L2 از معادله زیر به دست می‌آید:
{\displaystyle {\frac {M_{1}}{(R+r)^{2}}}+{\frac {M_{2}}{r^{2}}}=\left({\frac {M_{1}}{M_{1}+M_{2}}}R+r\right){\frac {M_{1}+M_{2}}{R^{3}}}}
باز هم مانند نقطه L1 اگر M2 خیلی کمتر از M1 باشد، آنگاه به‌طور تقریبی می‌توان گفت:
{\displaystyle r\approx R{\sqrt[{3}]{\frac {M_{2}}{3M_{1}}}}}

### مکان نقطه L3
مکان نقطه لاگرانژی سوم از معادله زیر به دست می‌آید:
{\displaystyle {\frac {M_{1}}{\left(R-r\right)^{2}}}+{\frac {M_{2}}{\left(2R-r\right)^{2}}}=\left({\frac {M_{2}}{M_{1}+M_{2}}}R+R-r\right){\frac {M_{1}+M_{2}}{R^{3}}}}
نقطه L3 به جسم سنگین تر نزدیک تر است تا جرم سبک‌تر. اگر M2 خیلی کمتر از M1 باشد، آنگاه:
{\displaystyle r\approx R{\frac {7M_{2}}{12M_{1}}}}

### نقاط L4 و L5
نقطه L4 از دو جسم M1 و M2 به یک فاصله است؛ یعنی نیروی گرانش وارده از دو جسم به نقطه L4 نسبت به هم، برابر نسبت جرم‌هایشان است. به عبارتی:
{\displaystyle {\frac {F_{14}}{F_{24}}}={\frac {M_{1}}{M_{2}}}}
در فیزیک F14 یعنی نیرویی که جسم ۱ به جسم ۴ وارد می‌کند. در رابطه بالا منظور نیرویی است که جسم M1 به جسم واقع در L4 وارد می‌کند.
موارد بالا در مورد نقطه L5 هم صادق است. برآیند نیروهای وارده به L4 و L5 هر دو به سمت مرکز جرم دو جسم پرجرم تر است.